# Saint-Hilaire-de-Gondilly
Saint-Hilaire-de-Gondilly település Franciaországban, Cher megyében. Lakosainak száma 136 fő (2022. január 1.). Saint-Hilaire-de-Gondilly Chassy, Le Chautay, Garigny, La Guerche-sur-l’Aubois, Menetou-Couture, Mornay-Berry és Nérondes községekkel határos.

## Népesség
A település népessége az elmúlt években az alábbi módon változott:
| Lakosok száma | 242  | 155  | 156  | 197  | 177  | 177  | 179  | 154  | 142  | 136  |
|               | 1968 | 1982 | 1990 | 2006 | 2013 | 2015 | 2017 | 2019 | 2020 | 2022 |